# Coelogyne pendula
Coelogyne pendula là một loài thực vật có hoa trong họ Lan. Loài này được Summerh. ex Perry mô tả khoa học đầu tiên năm 1932.